# هیروساکی، آئوموری
هیروساکی، آئوموری از شهرهای استان آئوموری ژاپن است که جمعیت آن در ۱ ژانویه ۲۰۰۸۱۸۵٬۸۶۵ نفر بوده‌است.